# German Davydov

a Compétitions nationales et continentales officielles uniquement.

b Matchs officiels uniquement.
Dernière mise à jour le 2 avril 2021.
German Davydov (en russe : Герман Давыдов), né le 10 mars 1994, est un joueur russe de rugby à XV et de rugby à sept qui évolue au poste d'ailier. 

## Biographie
Originaire de Kazan, il commence le rugby à sept à l'école. Membre du Dinamo-Energie Kazan, il intègre l'école de la réserve olympique, puis rejoint ensuite le club professionnel du VVA Podmoskovie. 
Avec l'équipe de Russie de rugby à sept, il remporte l'Universiade d'été de 2013. En 2014, il découvre la sélection russe à XV, mais se concentre ensuite sur le VII. Il fait partie de l'équipe russe qui participe aux World Rugby Sevens Series de 2015 à 2018. Dans le même temps, il remporte les Seven's Grand Prix Series en 2016 et 2017. En 2016, il est élu meilleur joueur du tournoi d'Australie. En 2018, il est élu meilleur joueur russe de rugby à sept.
À la suite de la relégation de la Russie des World Rugby Sevens Series, il se concentre sur le XV. Il deviendra un joueur régulier de la sélection nationale, et sera ainsi convoqué pour participer à la Coupe du monde de rugby à XV 2019. Il prendra part à 4 matchs, sans inscrire d'essai. 
En 2022, il quitte le VVA pour rejoindre le Strela Kazan

## Palmarès
- Universiade d'été 2013
- Seven's Grand Prix Series 2016
- Coupe des Nations de Hong Kong 2016 (en)
- Tournoi européen de Pologne de rugby à sept 2017
- Tournoi européen d'Angleterre de rugby à sept 2017
- Seven's Grand Prix Series 2017
- Coupe des Nations de Hong Kong 2017 (en)

## Statistiques

### En sélection
| Année | Compétition                              | Matchs | Points | Essais | Transf. | Drops | Pénal. |
| ----- | ---------------------------------------- | ------ | ------ | ------ | ------- | ----- | ------ |
| 2014  | Coupe des Nations 2014                   | 1      | -      | -      | -       | -     | -      |
| 2016  | Coupe des Nations de Hong Kong 2016 (en) | 3      | -      | -      | -       | -     | -      |
| 2017  | Coupe des Nations de Hong Kong 2017 (en) | 3      | 10     | 2      | -       | -     | -      |
| 2018  | REC 2018                                 | 2      | -      | -      | -       | -     | -      |
| 2019  | REC 2019                                 | 5      | 15     | 3      | -       | -     | -      |
| 2019  | Coupe des Nations 2019                   | 3      | 10     | 2      | -       | -     | -      |
| 2019  | Test                                     | 1      | -      | -      | -       | -     | -      |
| 2019  | Coupe du monde de rugby à XV 2019        | 4      | -      | -      | -       | -     | -      |
| 2020  | REC 2020                                 | 3      | -      | -      | -       | -     | -      |
| 2021  | REC 2020                                 | 1      | -      | -      | -       | -     | -      |
| 2021  | REC 2021                                 | 2      | -      | -      | -       | -     | -      |
| Total | Total                                    | 28     | 35     | 7      | -       | -     | -      |

| Essai | Adversaire   | Lieu                                       | Compétition                              | Date             | Résultat | Score |
| ----- | ------------ | ------------------------------------------ | ---------------------------------------- | ---------------- | -------- | ----- |
| 1     | Kenya        | King's Park Sports Ground, Hong Kong       | Coupe des Nations de Hong Kong 2017 (en) | 14 novembre 2017 | Victoire | 31-10 |
| 1     | Chili        | Hong Kong Football Club Stadium, Hong Kong | Coupe des Nations de Hong Kong 2017 (en) | 18 novembre 2017 | Victoire | 42-11 |
| 2     | Belgique     | Stade central de Sotchi (en), Sotchi       | REC 2019                                 | 16 février 2019  | Victoire | 64-7  |
| 1     | Allemagne    | Fritz-Grunebaum-Sportpark (en), Heidelberg | REC 2019                                 | 2 mars 2020      | Victoire | 18-26 |
| 2     | Argentine XV | Stade Charrúa, Montevideo                  | Coupe des nations de rugby à XV 2019     | 9 juin 2019      | Victoire | 48-40 |